# Encore (альбом DJ Snake)
Encore — дебютный студийный альбом французского продюсера электронной музыки DJ Snake, выпущенный 5 августа 2016 года лейблом Interscope.           

| Оценки критиков | Оценки критиков |
| Источник        | Оценка          |
| --------------- | --------------- |
| Pitchfork       | 5.3/10          |
| Rolling Stone   | [ 2 ]           |

## Коммерческое исполнение
В США Encore дебютировал под номером 8 на Billboard 200 с 32 000 эквивалентных единиц альбома, отмечая первую десятку альбома DJ Snake. Альбом получил более 16,9 миллионов потоков в первую неделю. Encore был самым первым альбомом вышедшего у DJ Snake, дебютировавшим под номером 1 в Billboard Top Dance/Electronic Albums.